# Caldas Esporte Clube
Caldas Esporte Clube é um clube brasileiro de futebol, sediado na cidade de Caldas Novas, no estado de Goiás. Suas cores são azul, vermelho e branco.

## Títulos
| Estaduais | Estaduais                                   | Estaduais | Estaduais  |
|           | Competição                                  | Títulos   | Temporadas |
| --------- | ------------------------------------------- | --------- | ---------- |
| Goiás     | Campeonato Goiano da Divisão Intermediária* | 1         | 1992       |

- A Divisão Intermediária não é a Segunda Divisão (que foi ganha pelo Ceres), e sim uma outra competição que acabou dando vaga ao Caldas para a Primeira Divisão.

## Base

### Títulos
| Estaduais | Estaduais                 | Estaduais | Estaduais  |
|           | Competição                | Títulos   | Temporadas |
| --------- | ------------------------- | --------- | ---------- |
| Goiás     | Campeonato Goiano Juvenil | 1         | 2001       |

## Ranking da CBF
Ranking atualizado em dezembro de 2014
- Posição: s/pos.º (somente 222 posições em 2014)
- Pontuação: sem pontos[1]

Ranking criado pela Confederação Brasileira de Futebol para pontuar todos os clubes do Brasil.